# Ars-les-Favets
Ars-les-Favets é uma comuna francesa na região administrativa de Auvérnia-Ródano-Alpes, no departamento Puy-de-Dôme. Estende-se por uma área de 14,27 km². Em 2010 a comuna tinha 234 habitantes (densidade: 16,4 hab./km²).